# Interaktív PDF
Az interaktív PDF fájl olyan PDF dokumentum, amely különböző interaktív elemeket tartalmaz. Az interaktív elemek lehetnek például űrlapok, hivatkozások, navigációs gombok, videók, hanganyagok, képek és animációk. Az interaktív PDF-k lehetővé teszik a felhasználók számára, hogy aktívan részt vegyenek az adott témában, és interaktívan navigáljanak a dokumentumban.

## Lehetőségek
- Kitölthető űrlapok: A felhasználók beírhatják az adatokat, majd elmenthetik vagy elküldhetik a formot.
- Kattintható hivatkozások: Weboldalakra, más oldalakra vagy dokumentumrészekre mutató linkek.
- Multimédia tartalmak: Beágyazott videók, hangfájlok vagy animációk, amelyeket a felhasználó interakcióval elindíthat.
- Navigációs elemek: Gombok vagy menük, amelyek segítségével a felhasználó könnyen navigálhat a dokumentumon belül.
- Digitális aláírások: Lehetővé teszik, hogy a felhasználók aláírják a dokumentumot digitálisan.

## Felhasználási területek
- Űrlapok: Pénzügyi dokumentumok, szerződések, kérdőívek és jelentkezési lapok.
- E-katalógusok és brosúrák: Termékek, szolgáltatások vagy események bemutatása interaktív elemekkel.
- Bemutatók: Kép- vagy videóalapú interaktív prezentációk, amelyek élményszerűvé teszik a dokumentumokat.

## Előnyök
- Használhatóság: A felhasználó könnyen és gyorsan kitölthet, navigálhat és interakcióba léphet a dokumentummal.
- Professzionális megjelenés: Interaktív elemek hozzáadása növeli a dokumentum vizuális és funkcionális vonzerejét.
- Könnyen megosztható: Az interaktív PDF ugyanúgy terjeszthető, mint egy hagyományos PDF, de sokkal többet kínál.

Az interaktív PDF ideális eszköze lehet a marketing anyagoknak, űrlapoknak, bemutatóknak és minden olyan dokumentumnak, amelyben a felhasználói élmény javítása kiemelt szerepet kap.